# Otto von Schmidt (General, 1856)
Otto Schmidt, seit 1904 Ritter von Schmidt (* 21. Juli 1856 in Ingolstadt; † 21. Februar 1929 in München) war ein bayerischer General der Kavallerie.

## Leben

### Familie
Er war der Sohn des gleichnamigen bayerischen Generals der Infanterie Otto von Schmidt (1820–1902) und dessen Ehefrau Maria, geborene Steiger. Sein Vater hatte während des Deutsch-Französischen Krieges für seine Leistungen im Gefecht bei Beaumont das Ritterkreuz des Militär-Max-Joseph-Ordens erhalten.

### Militärkarriere
Schmidt absolvierte das Kadettenkorps und trat anschließend am 2. August 1874 als Portepeefähnrich in das 1. Feldartillerie-Regiment „Prinzregent Luitpold“ ein. Am 22. März 1876 wurde er in das 4. Chevaulegers-Regiment „König“ versetzt und dort am 27. November 1876 zum Sekondeleutnant befördert. Von 1881 bis 1883 absolvierte er die Equitationsanstalt und von 1884 bis 1887 die Kriegsakademie, die ihm die Qualifikation für den Generalstab und die Höhere Adjutantur aussprach. Als Premierleutnant wurde Schmidt 1888 zum Kriegsministerium kommandiert und am 1. April 1890 zur Zentralstelle des Generalstabs versetzt. 1891 wurde er Rittmeister und war ab 1892 Adjutant des Chefs des Generalstabes der Armee. 1895 trat Schmidt kurzzeitig als Eskadronchef im 4. Chevaulegers-Regiment „König“ in den Truppendienst zurück und kam ein Jahr später wieder in die Zentralstelle des Generalstabs. Am 4. Februar 1897 folgte seine Kommandierung für zwei Jahre in den Großen Generalstab nach Berlin. Nach seiner Rückkehr war Schmidt zunächst im Generalstab des I. Armee-Korps tätig und wurde 1900 zum Chef des Generalstabes des II. Armee-Korps ernannt. In dieser Stellung wurde Schmidt am 4. März 1901 zum Oberstleutnant und am 18. Mai 1903 zum Oberst befördert. Vom 5. Dezember 1903 bis 10. April 1906 war er Kommandeur des 2. Ulanen-Regiments „König“. Durch die Verleihung des Verdienstordens der Bayerischen Krone und der damit verbundenen Erhebung in den persönlichen Adelsstand durfte er sich nach der Eintragung in die Ritterklasse der Adelsmatrikel ab 4. März 1904 Ritter von Schmidt nennen.
Nachdem Schmidt das Regiment abgegeben hatte, wurde er am 12. April 1906 zum Generalmajor befördert und zum Kommandeur der 5. Kavallerie-Brigade ernannt. Mit seiner Beförderung zum Generalleutnant am 19. Dezember 1909 folgte die Ernennung zum Kommandanten von München. Am 17. März 1913 stellte man Schmidt unter Verleihung des Charakters als General der Kavallerie zur Disposition.
Mit Ausbruch des Ersten Weltkriegs wurde Schmidt am 2. August 1914 reaktiviert und zum stellvertretenden Kommandanten von München ernannt. Am 20. März 1915 erhielt Schmidt ein Truppenkommando und wurde Kommandeur der 6. Landwehr-Division. Mit ihr hatte er den Auftrag, den strategisch wichtigen Höhenzug Lingekopf-Schratzmännele-Barrenkopf-Kleinkopf in den Vogesen zu halten. Nachdem es den französischen Streitkräften im Juli 1915 in blutigen Nahkämpfen gelungen war, den Lingekopf einzunehmen, leitete Schmidt trotz eigener Verwundung den Gegenangriff ein. Es gelang ihm dabei, das zuvor verlorene Gelände wieder einzunehmen und somit den französischen Durchbruchsversuch Richtung Colmar abzuschlagen. Für diese Leistung wurde Schmidt mit dem Ritterkreuz des Militär-Max-Joseph-Ordens beliehen.
Nach weiteren Stellungskämpfen im Oberelsass musste Schmidt seine Division am 24. April 1916 krankheitsbedingt abgeben. Nach seiner Gesundung wurde er stellvertretender Führer des Generalkommandos zbV Nr. 64, traf mit dem  Waffenstillstand von Compiègne die Vorbereitungen für die Räumung von Elsaß-Lothringen und leitete ab 14. November 1918 den Rückmarsch in die Heimat ein. Nach seiner Rückkehr wurde Schmidt von dieser Verwendung enthoben und in den Ruhestand verabschiedet.
Neben beiden Klassen des Eisernen Kreuzes wurde Schmidt während des Krieges für seine Leistungen mit dem Kronenorden II. Klasse mit Stern, dem Militärverdienstorden II. Klasse mit Stern und Schwertern, dem Ehrenkreuz I. Klasse des Fürstlichen Hausordens von Hohenzollern sowie dem Hanseatenkreuz von Lübeck und Hamburg ausgezeichnet.